# Bad König
Bad König è una città tedesca situata nel land dell'Assia.